# Adraskan (distrikt)
Adraskan är ett distrikt i Afghanistan. Det ligger i provinsen Herat, i den västra delen av landet, 700 kilometer väster om huvudstaden Kabul. Administrativ huvudort är Adraskan.
Distriktet beräknades år 2022 ha cirka 63 000 invånare.